# Лютневий заколот у Чехословаччині

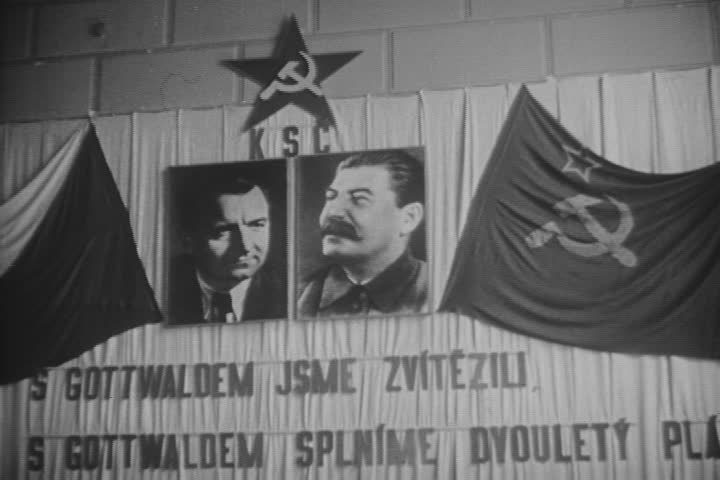
Портрети Клемента Ґотвальда та Йосипа Сталіна на з'їзді Комуністичної партії Чехословаччини 1947. Гасло: «З Ґотвальдом ми перемогли, з Ґотвальдом ми завершимо дворічний план».

Лютневий заколот у Чехословаччині або Лютий 1948 (чеськ. Únor 1948, словац. Február 1948); у прокомуністичній історіографії — Звитяжний лютий (чеськ. Vítězný únor, словац. Víťazný február) — державний заколот 20-25 лютого 1948 року в Чехословацькій республіці, у результаті якого владу отримала Комуністична партія Чехословаччини.
До цього країна лишалась останньою зі східноєвропейських держав, що по Другій Світовій війні були зайняті радянськими військами і де доти влада не належала комуністичному уряду. Лютневий заколот 1948 року став важливою подією чесько-словацької та європейської історії XX століття, що серйозно вплинув на розстановку сил у повоєнній Європі, визначив устрій та розподіл континенту на блоки капіталістичних і соціалістичних держав.

## Урядова криза
У лютому 1948 року коаліційний кабінет, до складу якого входили члени усіх великих партій Чехословаччини, зазнав гострої політичної кризи. Спричинила її вимога представників Національно-соціальної партії надати звіт про дії МВС, очолюваного членом Комуністичної партії, оскільки його дії були сприйняті як намагання здійснити політично вмотивовану чистку особового складу. Коли МВС відмовилось виконати вказівку уряду, міністри від Національно-соціальної, Народної та Демократичної партії подали у відставку, маючи на меті тим самим спричинити розпуск кабінету та ініціювати нові вибори. Однак Соціал-демократична партія це рішення не підтримала, і два безпартійних міністри теж, і, таким чином, оскільки свої посади залишили лише 12 із 26 членів кабінету, уряд на чолі з комуністом Клементом Готвальдом зберіг свої повноваження, і прем'єр-міністр висунув вимогу до президента Едварда Бенеша на отримання мандату для заміщення міністрів, які вибули, новими.

## Політична криза
Використавши момент, компартія перейшла в наступ, організувавши в усій країні масові мітинги й страйки на підтримку своїх поглядів. Найбільшим заходом став мітинг на Старомєстській площі в Празі 21 лютого, коли, попри аномально холодну для регіону погоду (-25 °C), на майдані зібралось понад 100 тисяч осіб. 24 лютого почався одногодинний страйк на підтримку комуністів, у якому взяли участь понад 2,5 мільйонів осіб. Після запеклих дискусій Соціал-демократична партія перейшла на бік комуністів, а тим часом змінилось партійне керівництво і в Національно-соціальній, і в Народній партіях, де гору взяли прихильники спілки з Компартією.

## Наслідки
Під загальним тиском і загрозою нового загального страйку Едвард Бенеш вимушений був прийняти відставку кабінету й затвердити новий склад уряду, в якому комуністи отримали вже 11 посад. 27 лютого новий уряд було приведено до присяги.
Відразу потому розпочалися гоніння опозиціонерів, і близько 250 тисяч членів опозиційних партій були позбавлені роботи, 3 тисячі осіб змушені були емігрувати
Чехословаччиною керувала переможна Комуністична партія Чехословаччини аж до Оксамитової революції 1989. Відразу переворот став синонімом Холодної війни. Втрата останньої ліберальної демократії у Східній Європі стала глибоким шоком для мільйонів людей на Заході. Вдруге за десятиліття очі Заходу побачили незалежність і демократію Чехословаччини, знищенимі іноземною тоталітарною диктатурою, яка мала намір панувати над маленькою країною (хоча, на відміну від 1938–1939, KSČ виконала більшу частину «брудної роботи»).

## Реакція міжнародної спільноти
Попри поширену думку про причетність Радянської армії до подій так званого «Звитяжного лютого», підрозділів радянських військ на території Чехословаччини на той час не було (хоча це не стосується радянських радників та інших військових фахівців), і, попри прохання Готвальда, СРСР відмовився навіть провести маневри у прикордонній зоні. США, Французька республіка та Велика Британія обмежились моральним засудженням дій компартії.

## Оцінки в історіографії
За аналогією з Жовтневим заколотом 1917 року в Російській республіці існує широкий спектр оцінок подій «Лютого 1948 року» в Чехословаччині. Для прикладу можна навести два крайні погляди (перший є застарілим і характерним для радянської та ЧССРівської історіографії, другий — сучасний, як у національних історіографіях — чеській та словацькій —, так і в європейській):
- Лютнева революція була соціалістичною революцією, у результаті якої чехословацький робочий клас на чолі з Компартією здійснив повалення демократичної республіки й встановив диктатуру пролетаріату.
- Лютий 1948 року являв собою комуністичний заколот у Чехословаччині, здійснений Комуністичною партією Чехословаччини, що на двадцять років обмежила демократичні права й свободи в країні до короткочасної спроби оновити політичне життя (так звана «Празька весна»), яка знов-таки була придушена, цього разу зусиллями СРСР та інших країн ОВД.

## Нотатки
1. ↑  Заснована як Чеська національно-соціальна партія в 1897, назва партії була змінена на Чехословацьку націонал-соціалістичну партію в 1926[1].